# Vignola
Pour les articles homonymes, voir Vignola (homonymie).
Vignola (Vgnóla en dialecte modenese) est une commune italienne de la province de Modène en Émilie-Romagne sur la rivière Panaro.

## Géographie
À 125 mètres d’altitude et placée sur la rive gauche du fleuve Panaro, la commune de Vignola est située aux pieds des Apennins, à 25 km au sud de Modène et 27 km de Bologne, juste en face de la commune de Savignano sul Panaro (rive droite du fleuve).
La cité est desservie par les routes SS623 qui descend de Modène, de la bretelle Modène-Sud de l’autoroute A1, traverse la commune de Spilamberto (6 km) et continue le long de la vallée du Panaro. La SS569 relie la cité à la commune de Maranello (12 km).
Les grandes villes voisines :
- Bologne 27 km ;
- Milan 180 km ;
- Florence 81 km ;
- Padoue 124 km.

## Histoire

### Antiquité et Moyen Âge
La dénomination « Vignola » dérive du latin vineola ou « petite vigne », cultivée à l’époque romaine sur les terrains alluvionnaires du Panaro.
Un témoignage archéologique parle de deux bourgs Sibinianum, Feronianum et de l’actuelle route, l’antique via Claudia des Étrusques qui, provenant de la Toscane, reliait Bologne et Parme en passant à la hauteur de l’actuelle église de Vignola.
Le premier document écrit témoignant de la fondation de la nouvelle communauté de Vignola, est daté de l’année 826. Le château, dont on ignore la date de la première construction, positionné en sentinelle pour le contrôle du fleuve Panaro et de la via Claudia, resta le domaine de l’évêché jusqu’en 1247.

### Période des Este
Le transfert du territoire à la commune de Modène causa de nombreux heurts entre les partis guelfes et gibelins et la commune de Bologne. Cette crise politique profita à Gherardo Grassoni qui instaura sa famille dans la seigneurie de Vignola pendant un siècle, jusqu’au moment où la maison d'Este se réappropria le fief en nommant un podestat en 1399.
En 1401, Nicolas III d'Este donna à Uguccione dei Contrari de Ferrare le château et ses dépendances ; le fief de Vignola devint un comté et siège communal. Cette seigneurie dura deux siècles et connut une période de grand essor économique, avec la restructuration du château, l’érection de nouvelles murailles et la construction du palazzo Boncompagni sur demande de Ercole Contrari en 1557. Après la mort de ce dernier et sans héritier en 1575, le marquisat de Vignola retourna aux Este qui, sur demande du pape Grégoire XIII, le cédèrent à Giacomo Boncompagni, son fils naturel.

### Époque moderne
La conquête napoléonienne déchut définitivement la famille Boncompagni de leur domaine de Vignola qui, en vertu de la nouvelle constitution républicaine, devint chef-lieu de canton du département du Panaro.
En 1814, à la Restauration, Vignola fit partie du domaine du duc François IV de Modène qui y institua un gouvernement autoritaire. Cette gouvernance incita de nombreux citoyens de Vignole à rejoindre les rangs des révolutionnaires de Garibaldi en 1831 jusqu’à l’Unité nationale.
L’épisode le plus significatif de l’histoire de la nouvelle commune est lié à la célébration du 20 octobre 1872 pour le bicentenaire de la naissance de l’historien Ludovico Antonio Muratori (1672-1750) et c’est en cette occasion que fut posée la première pierre du pont dédié à Muratori, inauguré en 1876, sur lequel transita la ligne de chemin de fer (à vapeur) Bologna-Casalecchio-Vignola.
Détruit par un bombardement en 1945, puis par une crue du Panaro en 1966, le pont fut reconstruit en béton armé et inauguré en 1969. En 1970, la ligne fut supprimée et transformée en piste cyclable.

## Économie
Vignola est connue pour sa production de cerises dont la Mora di Vignola, qui fait partie, depuis la fin de la Seconde Guerre mondiale, de l’orientation de la commune basée sur la production de fruits rouges, contribuant ainsi au développement du commerce des fruits au niveau européen depuis les années 1960-1970.
Aujourd’hui, le tassement du marché et la concurrence d’autres pays producteurs de fruits, a orienté Vignola vers une économie de service, d’artisanat et de commerce.

## Monuments et lieux d'intérêt
- Musée municipal de Vignola
- Château de Vignola (it)
- Palazzo dei Contrari

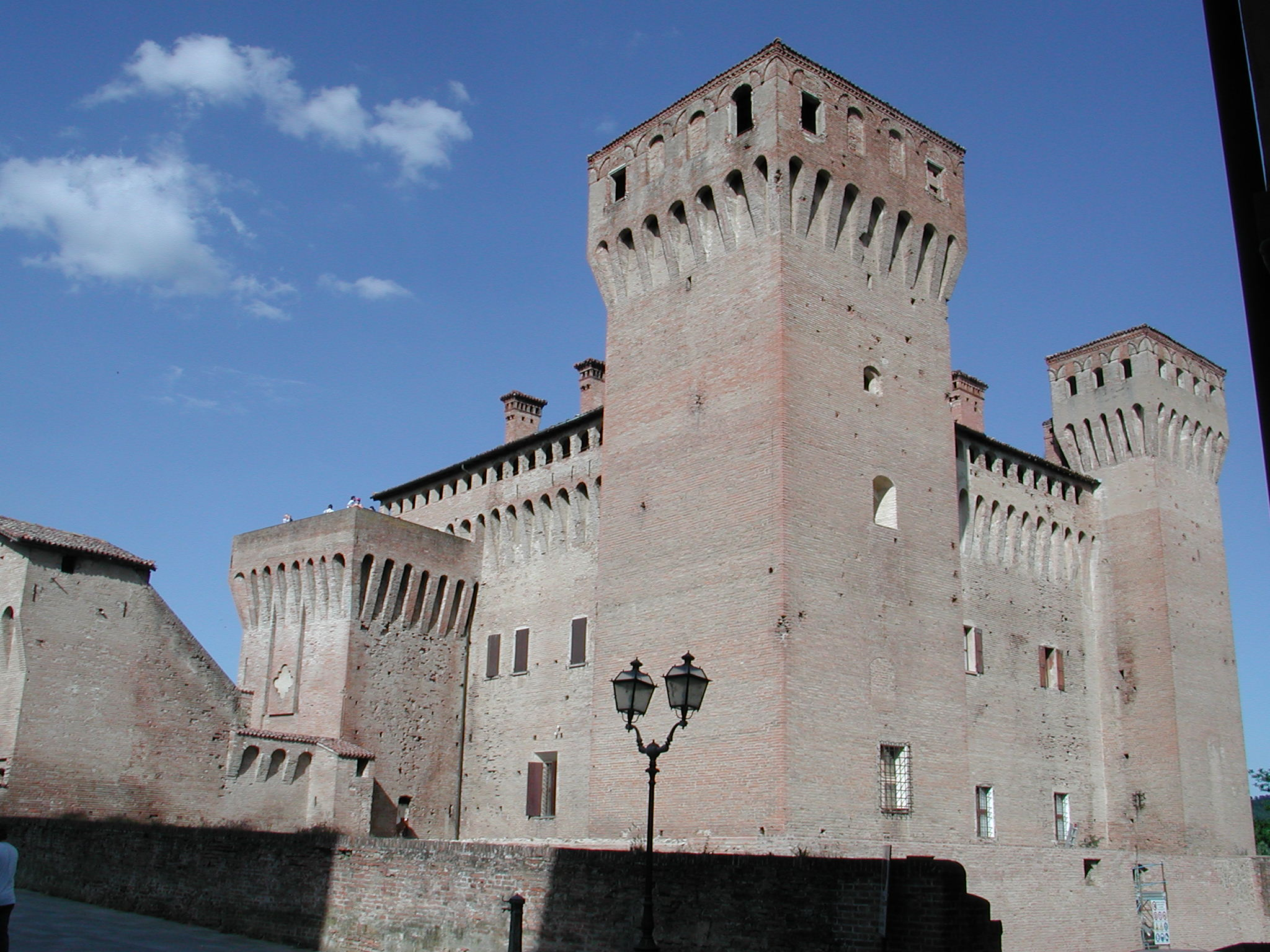
Le château.

- Palazzo Boncompagni (ou palazzo Barozzi)
- Torre Galvani et jardin mural

## Administration
| Période                                  | Période  | Identité      | Étiquette       | Qualité |
| ---------------------------------------- | -------- | ------------- | --------------- | ------- |
| 14 juin 2004                             | En cours | Roberto Adani | Centre - Gauche |         |
| Les données manquantes sont à compléter. |          |               |                 |         |

### Hameaux
Tavernelle, Campiglio, Pratomaggiore, Bettolino.

### Communes limitrophes
Castelvetro di Modena (5 km), Marano sul Panaro (4 km), Savignano sul Panaro (2 km), Spilamberto (6 km), Maranello (12 km)

## Population

### Évolution de la population en janvier de chaque année
| 1861  | 1901  | 1921  | 1951   | 1961   | 1971   | 1981   | 1991   | 2001   |
| ----- | ----- | ----- | ------ | ------ | ------ | ------ | ------ | ------ |
| 3 238 | 4 856 | 7 028 | 11 374 | 15 459 | 18 286 | 19 688 | 20 138 | 21 178 |

| 2012   | - | - | - | - | - | - | - | - |
| ------ | - | - | - | - | - | - | - | - |
| 25 170 | - | - | - | - | - | - | - | - |

### Ethnies et minorités étrangères
Selon les données de l’Institut national de statistique (ISTAT) au 1er janvier 2012, la population étrangère résidente et déclarée était de 3 938 personnes, soit 15,9 % de la population résidente.
Les nationalités majoritairement représentatives étaient :
| Pos. | Nationalité | Personnes |
| ---- | ----------- | --------- |
| 1    | Maroc       | 970       |
| 2    | Albanie     | 717       |
| 3    | Tunisie     | 506       |
| 4    | Sri Lanka   | 304       |
| 5    | Ghana       | 250       |
| 6    | Roumanie    | 229       |
| 7    | Ukraine     | 161       |
| 8    | Chine       | 160       |
| 9    | Nigeria     | 136       |
| 10   | Moldavie    | 96        |

## Fêtes et évènements
- le théâtre de Vignola « Ermanno Fabbri »[2] théâtre, concerts, séminaires, etc.
- « Fête des cerisiers en fleur » – mars-avril
- « Rocca en Musique » – mai et juin
- « Vignola au temps des cerises » – second week-end de juin
- « Tournois de tennis féminin » - fin juin
- « Jazz in 'It » – dernier week-end de juin
- « Eté à Vignola » - Periodo: Luglio
- « Tournois national de football Citta' di Vignola » - fin août début septembre
- « Bambinopoli » – second week-end de septembre
- « PoesieFestival » – dernier week-end de septembre
- « Automne à Vignola » – second week-end d’octobre
- « Noël à Vignola » – en décembre
- « Fête du volontariat de Vignola » - 13 octobre, jour de la fête du saint patron Nazario

## Jumelages
- Barbezieux-Saint-Hilaire (France) depuis 1982
- Witzenhausen (Allemagne) depuis 1982
- Angol (Chili) depuis 1998

## Personnalités liées à la commune
- Francesco Selmi, chimiste
- Patrizia Reggiani (1948-) ex-épouse de Maurizio Gucci, est née à Vignola.
- Vignole, architecte
- Gianni Zanasi, réalisateur et scénariste

## Transports
La ville est desservie par la gare ATC de Vignola sur la ligne Bologne - Crespellano - Bazzano - Vignola, par l'autoroute Milan - Bologne (sortie Modena sud) ainsi que par de nombreux autobus de Modena et Bologna.